# Eden Brolin
Eden Brolin (Los Ángeles, California, 30 de noviembre de 1994) es una actriz estadounidense, conocida por su papel de Charlie Singer en Beyond y como Mia en Yellowstone. Es hija del actor Josh Brolin y Alice Adair.

## Carrera
El primer papel protagónico de Brolin fue en el largometraje independiente producido por Richard Linklater, I Dream Too Much. Otros créditos incluyen Code Black y Manson's Lost Girls.
Interpreta a la misteriosa Charlie Singer en el drama sobrenatural Beyond en el canal de televisión Freeform. Después de una actuación bien recibida en la primera temporada, la cadena la promovió rápidamente a personaje regular de la serie.
También interpreta a Mia junto a Kevin Costner en el drama western Yellowstone, donde interpreta a una corredora de barriles en el rodeo que se hace amiga de los chicos de la barraca.
Interpretó a Ofelia en una producción teatral de Hamlet en 2019.
En 2020, protagonizó junto a Liam Hemsworth y Vince Vaughn la película de Lionsgate Arkansas.
En 2021, protagonizó The Cleaner junto a Shelley Long, Luke Wilson y Lynda Carter.
También es la cantante principal del grupo musical conocido como Atta Boy, y ocho años después del lanzamiento del álbum debut de la banda titulado Out of Sorts, su segundo álbum titulado Big Heart Manners fue lanzado el 26 de junio de 2020.

## Vida personal
Se casó con su esposo Cameron Crosby el 1 de mayo de 2022.

## Filmografía

### Película
| Año           | Título           | Papel                         | Notas          |
| ------------- | ---------------- | ----------------------------- | -------------- |
| 2008          | X                | Jasmine                       | Cortometraje   |
| 2012          | Ruby Sparks      | Asistente a fiesta 2 - Hammer |                |
| 2015          | I Dream Too Much | Dora                          |                |
| 2016          | Live Forever     | Eden                          | Cortometraje   |
| 2016          | Emerald City     | Lucy                          |                |
| 2019          | Blood Bound      | Kerry                         |                |
| 2019          | Back Fork        | Nona                          |                |
| 2020          | Arkansas         | Johnna                        |                |
| 2021          | Tyger Tyger      | Tammie                        |                |
| 2021          | The Cleaner      | Becky                         |                |
| 2022          | Candy Land       | Riley                         |                |
| 2024          | Long Gone Heroes | Julia                         |                |
| Por confirmar | Kingfish         | Daphne                        | Postproducción |

### Televisión
| Año           | Título              | Papel          | Notas                                                                       |
| ------------- | ------------------- | -------------- | --------------------------------------------------------------------------- |
| 2016          | Manson's Lost Girls | Susan Atkins   | Película para televisión                                                    |
| 2016          | Code Black          | Dana Albright  | Episodio: «1.0 Bodies»                                                      |
| 2017-2018     | Beyond              | Charlie Singer | Papel recurrente (temporada 1), Papel principal (temporada 2); 15 episodios |
| 2020-presente | Yellowstone         | Mia            | Papel recurrente (temporada 3-presente); 7 episodios                        |